# Hunaina al-Mughairy

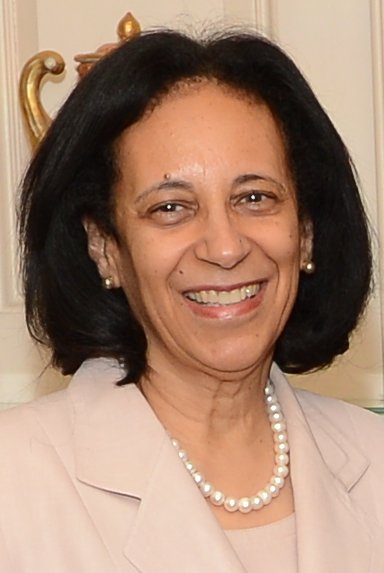
Hunaina al-Mughairy (2013)

Hunaina bint Sultan bin Ahmed Al-Mughairy (arabisch حنينة بنت سلطان بن أحمد المغيرية, DMG Ḥunaina bt. Sulṭān b. Aḥmad al-Muġairiyya; geboren am 13. Oktober 1948 in Daressalam, Tanganyika Territory) ist eine omanische Diplomatin. Sie wurde im Dezember 2005 als erste Frau der arabischen Welt Botschafterin in Washington, D.C.

## Werdegang
Hunaina al-Mughairyi absolvierte ein Bachelorstudium in Wirtschaftskommunikation in Kairo und den Master in Wirtschaftswissenschaften an der New York University (NYU). Von 1973 bis 1974 arbeitete sie als Assistentin für den Wirtschaftsberater des Sultans. Von 1979 bis 1984 war sie Direktorin für industrielle Darlehen und Zuschüsse und von 1985 bis 1991 Direktorin für Industrieplanung und Forschung beim Ministerium für Handel und Industrie. Unterbrochen wurde dies 1984/1985 durch eine Tätigkeit bei der ständigen Vertretung des Sultanats Oman bei den Vereinten Nationen in Genf. Al-Mughairy wurde 1991 Beraterin des Staatssekretärs für Industrie im Ministerium für Handel und Industrie und 1996 Generaldirektorin für Investitionsförderung am Omanischen Zentrum für Investitionsförderung und Exportentwicklung. Sie wechselte 1999 als Repräsentantin des Omanischen Zentrums für Investitionsförderung und Exportentwicklung in New York City.
Hunaina bint Sultan bin Ahmed al-Mughairy wurde am 2. Dezember 2005 zur außerordentlichen und bevollmächtigten Botschafterin des Sultanats Oman in den Vereinigten Staaten akkreditiert. Sie erhielt Nebenakkreditierungen für Kanada und Mexiko. Im Jahr 2006 konnte sie ein Freihandelsabkommen mit den Vereinigten Staaten aushandeln. Sultan Qabus bin Said ernannte sie am 30. August 2017 zur nicht-residierenden Botschafterin in Kuba.
Moosa bin Hamdan bin Moosa Al-Tai wurde am 3. Dezember 2020 zu al-Mughairys Nachfolger in Washington ernannt.
Al-Mughairys Ehemann Fuad Mubarak al-Hinai (* 1951) war von 1998 bis 2019 Botschafter bei den Vereinten Nationen in New York sowie in Kolumbien, Kuba und Venezuela. Das Paar heiratete 1973 und sie wurde in New York Mutter von zwei Kindern. Während sie abends an der Universität studierte, musste er die Elternpflichten übernehmen. Ihre ältere Schwester Lyutha bint Sultan bin Ahmed Al-Mughairy war von Dezember 2016 bis Dezember 2020 Botschafterin in Berlin.